# Bataille de Callinicos
Ne doit pas être confondu avec Bataille de Callinicum.

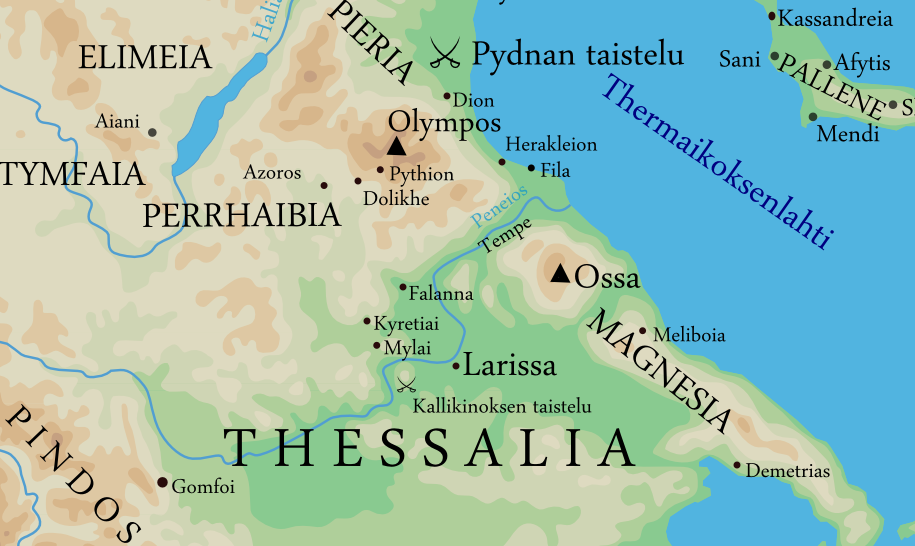
La Grèce antique et la Macédoine pendant la troisième guerre macédonienne.

La bataille de Callinicos oppose en 171 av. J.-C., durant la troisième guerre macédonienne, Persée , roi de Macédoine, aidé de son allié Cotys II, roi des Odryses, aux légions romaines du consul Publius Licinius Crassus. Elle se déroule près de Larissa en Thessalie et se termine par la victoire de l'armée macédonienne.
Les Romains ont été obligés de se retirer en laissant environ 2 500 hommes sur le champ de bataille contre des pertes minimes du côté macédonien. Les Romains échappent à l'anéantissement grâce à l'intervention de leurs alliés thessaliens. S'ensuivirent deux années de guerre incertaines qui se soldent par une victoire décisive des Romains à la bataille de Pydna en 168 av. J.-C.

## Sources antiques
- Tite-Live, Histoire romaine [détail des éditions] [lire en ligne], XLII, 58-60.